# Nhóm ngôn ngữ Châu Đại Dương
Ngữ chi Châu Đại Dương hay Ngữ chi Oceanic bao gồm khoảng 450 ngôn ngữ ở châu Đại dương.
Ngữ chi Châu Đại Dương là thành phần của Ngữ tộc Malay-Polynesia trong ngữ hệ Nam Đảo. Những người nói các ngôn ngữ này cư trú ở Polynesia, Melanesia và Micronesia.
Mặc dù bao phủ một khu vực rộng lớn, ngôn ngữ trong ngữ chi châu Đại Dương chỉ có hai triệu người nói. Số đông nhất là các ngôn ngữ của nhóm ngôn ngữ Đông Fiji với hơn 600.000 người nói, và tiếng Samoa với ước tính khoảng 370.000 người nói. Các tiếng Kiribati (Gilbert), Tonga, Tahiti, Maori, Fiji Tây, và Kuanua (Tolai) có tổng cộng hơn 100.000 người nói.